# Fernando Tercero
Fernando Tercero López (28 december 2001) is een Spaans wielrenner die in 2023 prof werd bij EOLO-Kometa

## Carrière
In 2019 werd Tercero vierde op het nationale kampioenschap tijdrijden voor junioren. Op het wereldkampioenschap werd hij veertigste in diezelfde discipline.
In 2021 werd Tercero, als tweedejaars belofte, tweede in de Ronde van de Isard. Enkel Gijs Leemreize bleef hem voor in de vijfdaagse etappekoers. In de vierde etappe, een bergrit met aankomst op Plateau de Beille, was Tercero ook al tweede geworden, achter Thomas Gloag. Wel won Tercero het jongerenklassement. Een jaar later stond hij opnieuw aan de start. Ditmaal eindigde hij op de negende plaats.
In 2023 werd Tercero prof bij EOLO-Kometa, dat hem na twee jaar overhevelde vanuit hun opleidingsploeg. Hij werd dat jaar onder meer negende in het eindklassement van de Istrian Spring Trophy en zeventiende in dat van de Wielerweek van Coppi en Bartali. In de Ronde van Asturië eindigde hij op de tiende plek, waarmee hij wel de beste jongere was. In de zesde etappe van de Ronde van de Toekomst, met aankomst op de Col de la Loze, werd Tercero zesde. Hij sloot zijn seizoen af in de Ronde van Turkije, waar hij op de vijftiende plek eindigde.

## Overwinningen
2021
Jongerenklassement Ronde van de Isard
2023
Jongerenklassement Ronde van Asturië

### Resultaten in voornaamste wedstrijden
|      | \| Jaar \| Ronde van Lombardije \| \| ---- \| -------------------- \| \| 2024 \| opgave \| |
| Jaar | Ronde van Lombardije                                                                       |
| 2024 | opgave                                                                                     |

## Ploegen
- 2023 –  EOLO-Kometa
- 2024 –  Team Polti Kometa
- 2025 –  Team Polti VisitMalta

Albanese · D. Bais · M. Bais · Bevilacqua · Fancellu · Fetter · Fortunato · Garosio · Gavazzi · Lonardi · Maestri · Á. Martín · D. Martín · Pietrobon · Piganzoli · Raccani (tot 9/8) · Rivi · Serrano · Sevilla · Tercero · De Cassan (stagiair) · Muñoz (stagiair)
D. Bais · M. Bais · De Cassan · Double · Fabbro · Fetter · Garosio · Gómez · Lonardi · Maestri · Á. Martín · D. Martín · Muñoz · Peñalver · Pietrobon · Piganzoli · Restrepo · Serrano · Sevilla · Tercero · Bagnara (stagiair) · Buttigieg (stagiair)  · Raccagni (stagiair)